# Son House
Eddie James „Son“ House, Jr. (21. března 1902, Riverton, Mississippi, USA – 19. října 1988, Detroit, Michigan, USA) byl americký bluesový kytarista a zpěvák. Ovlivnil celou řadu hudebníků, mezi které patří i Alan Wilson, Robert Johnson nebo John Hammond, Jr.. V roce 1980 byl uveden do Blues Hall of Fame.